# Airports of Thailand

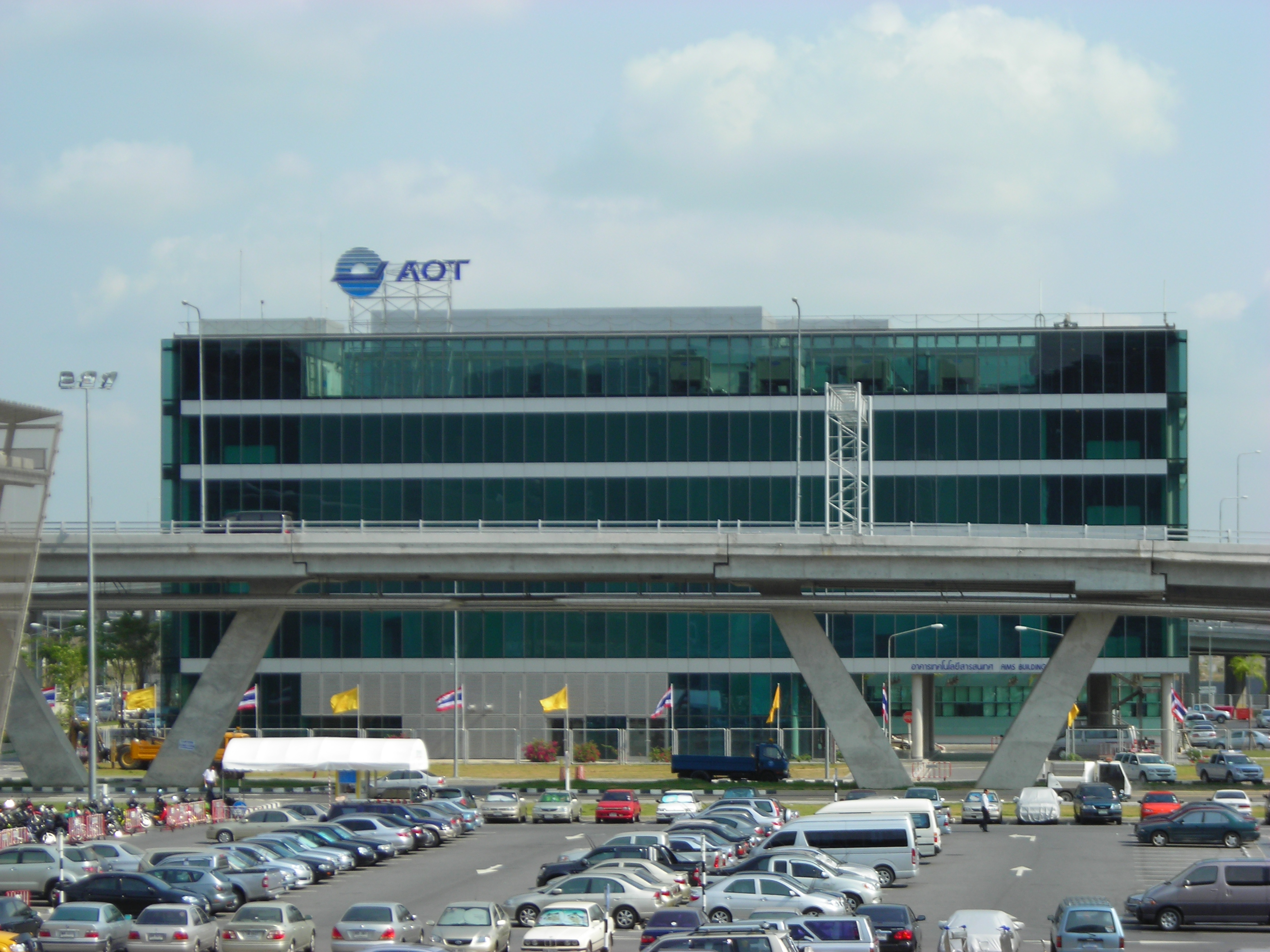
AOT-Zweigniederlassung am Flughafen Bangkok-Suvarnabhumi

Airports of Thailand Public Company Limited (AOT) ist ein börsennotiertes thailändisches öffentliches Unternehmen, dessen Hauptgeschäft das nationale Flughafenmanagement ist. Sitz des Unternehmens ist Bangkok, Bezirk Don Mueang.

## Geschichte
Das Unternehmen wurde am 30. September 2002 mit einem Kapital von 14.285.700.000 Baht als Nachfolger der Behörde Airports Authority of Thailand gegründet. Hauptaktionär ist der thailändische Staat mit einem Aktienanteil von 70 Prozent.

## Objekte
AOT betreibt folgende Flughäfen:
| Name  | Name                                 | Region          | 2017 Statistik | 2017 Statistik | 2016 Statistik | 2016 Statistik |
| Name  | Name                                 | Region          | Passagiere     | Bewegungen     | Passagiere     | Bewegungen     |
| ----- | ------------------------------------ | --------------- | -------------- | -------------- | -------------- | -------------- |
| 1     | Flughafen Bangkok-Suvarnabhumi (BKK) | Zentralthailand | 60,860,704     | 350,508        | 55,892,428     | 336,345        |
| 2     | Flughafen Bangkok-Don Mueang (DMK)   | Zentralthailand | 38,299,757     | 256,760        | 35,203,757     | 244,296        |
| 3     | Flughafen Phuket (HKT)               | Südthailand     | 16,855,637     | 106,093        | 15,107,185     | 97,813         |
| 4     | Flughafen Chiang Mai (CNX)           | Nordthailand    | 10,230,070     | 71,993         | 9,446,320      | 69,202         |
| 5     | Flughafen Hat Yai (HDY)              | Südthailand     | 4,367,364      | 30,067         | 4,002,487      | 28,097         |
| 6     | Flughafen Chiang Rai (CEI)           | Nordthailand    | 2,503,375      | 17,661         | 2,038,389      | 14,432         |
| Summe | Summe                                | Summe           | 133,116,907    | 833,082        | 121,692,744    | 790,194        |

2019 berichtete die Bangkok Post über Übernahmen von vier weiteren Flughäfen, Sakon Nakhon, Tak, Chumphon und seit der ersten Hälfte 2023 Udon Thani.